# Concordanza dei tempi
La concordanza dei tempi, corrispondente a grandi linee alla consecutio temporum della grammatica latina, è l'insieme di regole che stabiliscono l'uso – nella lingua italiana – dei tempi e dei modi della frase principale e della frase subordinata.

## Caratteristiche
La concordanza dei tempi descrive solamente il rapporto temporale tra principale e subordinata. Il rapporto temporale tra le diverse frasi principali è invece una questione di coesione del testo, un problema più di correttezza stilistica che strettamente sintattico e grammaticale. 
Per determinare la forma nella subordinata, è necessario sapere:
1. Se il verbo della principale regge l'indicativo oppure il congiuntivo
2. Se il verbo nella principale è al presente o al passato
3. Se il verbo nella subordinata esprime un'azione che si svolge prima o dopo l'azione indicata nella principale (o contemporaneamente)

Le varie combinazioni si riassumono in quattro schemi (vedi sotto).
Si tratta soprattutto di definire i concetti di contemporaneità, anteriorità e posteriorità indicati dalle varie forme dei tempi. Nell'esempio che segue il trapassato prossimo (era morto) può indicare, nella subordinata, anteriorità temporale rispetto ad un secondo evento: 
- Ero tristissima perché il giorno prima Fido era morto.

In questo caso l'anteriorità si riferisce al momento indicato dalla forma dell'imperfetto nella principale (ero tristissima).

## Concordanza dei tempi dell'indicativo
Queste regole stabiliscono l'uso dei tempi all'indicativo nella frase subordinata e rispecchiano le caratteristiche fondamentali dei tempi (ad esempio, il trapassato indica un passato nel passato, oppure il condizionale passato può indicare il futuro nel passato). L'insieme di queste regole è tra l'altro fondamentale per la formazione del discorso indiretto. 
Nonostante la rigidità logica della concordanza dei tempi, è possibile una vasta gamma di variazioni, dovuta alle diverse funzioni che possono assumere i vari tempi e modi a seconda del contesto. Ci sono inoltre variazioni dovute al registro linguistico, che può essere più o meno sorvegliato: logicamente, si avranno differenze tra parlato di tutti i giorni e lingua scritta. Tutto ciò fa sì che la concordanza dei tempi, intesa come costrutto di regole, in italiano abbia un valore descrittivo e normativo notevolmente inferiore rispetto a quello che caratterizzava la consecutio temporum in latino.

### Proposizione principale al presente
| Principale          | Subordinata                                    | rapporto temporale |
| Luisa sa (presente) | che ieri sono andato a Roma (passato prossimo) | anteriorità        |
| Luisa sa (presente) | che adesso vado a Roma (presente)              | contemporaneità    |
| Luisa sa (presente) | che domani andrò a Roma (futuro semplice)      | posteriorità       |

La tabella indica gli usi più frequenti. In quanto segue si propongono alcune precisazioni ed approfondimenti:
- Il rapporto di posteriorità può essere indicato con l'uso del presente indicativo (Luisa sa che dopodomani vado a Roma) al posto del futuro. L'uso del presente denota in questo caso una maggior sicurezza, un evento immediatamente posteriore oppure una varietà di italiano dal registro o stile semplificato.
- Anche il condizionale semplice nella principale vale in questi costrutti come forma del presente (Luisa spiegherebbe agli altri come mai sono andato/vado/andrò a Roma); essi seguiranno dunque questo schema.
- Il rapporto di anteriorità può essere espresso dal passato remoto e dall'imperfetto indicativo (Luisa si ricorda di come andai/andavo via), a seconda delle diverse caratteristiche di queste forme verbali.
- Un discorso a parte merita il periodo con la frase principale al futuro. La contemporaneità e la posteriorità rispetto a questa frase vengono normalmente indicate nella secondaria dal futuro semplice; l'anteriorità temporale viene invece indicata di solito dal futuro anteriore (Luisa saprà dire domani se sarò andato a Roma).

### Proposizione principale al passato
Se il verbo della frase principale è al passato (passato prossimo e remoto, imperfetto, trapassato), le forme verbali della subordinata si riferiscono al momento indicato dalla principale e vengono quindi adattate. Il presente della subordinata si trasformerà in imperfetto, il passato diventerà trapassato eccetera:
| Principale                | Subordinata                                    | rapporto temporale |
| Luisa sapeva (imperfetto) | che ero andato a Roma (trapassato prossimo)    | anteriorità        |
| Luisa sapeva (imperfetto) | che andavo a Roma (imperfetto)                 | contemporaneità    |
| Luisa sapeva (imperfetto) | che sarei andato a Roma (condizionale passato) | posteriorità       |

Vi sono ad ogni modo diverse particolarità:
- Un processo in corso anche al momento dell'enuciazione può in ogni caso essere indicato con l'uso del presente (Luisa sapeva che Roma è la capitale) anche se, ad esser precisi, si trova in rapporto di contemporaneità con il momento indicato dalla forma verbale della reggente (sapeva).
- Il passato prossimo nella principale può essere interpretato tanto come forma del passato quanto come forma del presente, a seconda del contesto (Poco tempo fa Luisa ha saputo spiegare come mai vado a Roma; parecchio tempo fa Luisa ha saputo spiegare come mai andavo a Roma).
- Il futuro nel passato può essere indicato dall'imperfetto (Ieri Luisa ha spiegato agli altri che partivo per Roma più tardi), soprattutto se il registro linguistico non è particolarmente alto.
- Per quanto riguarda il condizionale presente della secondaria retta da una frase al presente: so che senza il denaro avresti problemi diventa al passato condizionale passato: sapevo che senza il denaro avresti avuto problemi. Simili considerazioni valgono per il periodo ipotetico: So che se tu non ricevessi il denaro, avresti problemi diventa al passato Sapevo che se tu non avessi ricevuto il denaro, avresti avuto problemi.

## Concordanza dei tempi del congiuntivo
Spesso la frase principale contiene un verbo che richiede l'uso del congiuntivo nella secondaria:
- Mi sembra che tutti siano arrivati

Altre volte, l'uso del congiuntivo è dettato dal tipo di frase secondaria, spesso indicato da una congiunzione (nell'esempio che segue si tratta di una proposizione concessiva):
- Stiamo ancora aspettando, benché tutti siano arrivati.

Nonostante l'uso del congiuntivo, la scelta del tempo verbale segue regole simili a quelle sopra descritte. Il presente indicativo della subordinata sarà sostituito dal congiuntivo presente; il passato prossimo, dal canto suo, verrà sostituito dalla forma corrispondente, quella del congiuntivo passato; al trapassato prossimo subentrerà il congiuntivo trapassato.

### Proposizione principale al presente
| Principale             | Subordinata                                    | rapporto temporale |
| Luisa pensa (presente) | che io sia andato a Roma (congiuntivo passato) | anteriorità        |
| Luisa pensa (presente) | che io vada a Roma (congiuntivo presente)      | contemporaneità    |
| Luisa pensa (presente) | che andrò a Roma (futuro semplice)             | posteriorità       |

- Come per le subordinate all'indicativo, il rapporto di posteriorità temporale può essere semplificato con l'uso del presente, normalmente congiuntivo (Luisa pensa che io più tardi vada a Roma).

- Nella secondaria, per esprimere anteriorità rispetto al presente della principale può essere usato anche il congiuntivo imperfetto, purché si indichi uno stato oppure un'abitudine (Luisa pensa che gli antichi Romani fossero persone abitudinarie).

- Il futuro nella principale vale di norma come tempo del presente (Luisa non permetterà che io vada a Roma).

- Il passato nel passato viene comunque indicato dal trapassato (Luisa pensa che suo nonno all'età di sedici anni avesse già imparato l'inglese come si deve).

### Proposizione principale al passato
Se il verbo della frase principale è al passato, le forme verbali della secondaria andranno adattate a quella della principale:
| Principale                 | Subordinata                                      | rapporto temporale |
| Luisa pensava (imperfetto) | che fossi andato a Roma (congiuntivo trapassato) | anteriorità        |
| Luisa pensava (imperfetto) | che andassi a Roma (congiuntivo imperfetto)      | contemporaneità    |
| Luisa pensava (imperfetto) | che sarei andato a Roma (condizionale passato)   | posteriorità       |

Se la frase subordinata è al congiuntivo, anche il condizionale presente nella principale vale spesso come forma verbale del passato (per esempio in enunciati che indicano desideri):
- Luisa vorrebbe che io andassi a Roma  (contemporaneità)
- Vorrei tanto che Luisa avesse studiato abbastanza prima dell'esame (anteriorità).

Questa particolarità del condizionale spiega l'uso (poco trasparente) dei tempi nel periodo ipotetico dell'irrealtà o della possibilità:
- Luisa sarebbe contenta se io andassi a Roma (contemporaneità)
- Sarei molto più contento se Luisa avesse studiato (anteriorità)

Fra l'altro, anche il periodo ipotetico reale si forma con le stesse regole che determinano l'uso dei tempi nella concordanza dei tempi.
Spesso si può sostituire il congiuntivo con il tempo infinito, posizionato e strutturato correttamente (subordinazione implicita): 
- Luisa mi guardava fissamente, sembrava vedere attraverso i miei occhi la verità dei fatti